# Novo Gama
Novo Gama es un municipio brasileño del estado de Goiás. Su población estimada en 2018 es de 135 679 habitantes, según el Instituto Brasileño de Geografía y Estadística (IBGE).

## Historia
Novo Gama nació a mediados de 1974, con el Parque Estrela D'Alva VI. La población fue aumentando debido al gran flujo migratorio. En 1980 se creó el Núcleo Habitacional Nuevo Gama, por parte de una inmobiliaria. Con el rápido crecimiento poblacional, el municipio de Luziânia reconoció la necesidad de dividir el espacio urbano en regiones administrativas, entonces se creó la Región Administrativa de Novo Gama. El municipio fue creado en 1995.

## Clima
Según la clasificación climática de Köppen, el municipio se encuentra en el clima tropical seco Aw.